# Maria Margarethe Winckelmann
Maria Margarethe Winckelmann (alemany: Maria Margaretha Winkelmann Kirch)  (Panitzsch, 25 de febrer de 1670 - Berlín, 29 de desembre de 1720) va ser una astrònoma alemanya coneguda per la publicació de calendaris i efemèrides i destacada per haver estat la primera dona documentada com a descobridora d'un cometa i una de les primeres dones àmpliament reconegudes en el camp científic.

## Vida
El seu pare era pastor luterà i es va fer càrrec de la seva educació personalment fins a la seva mort el 1683, en què va quedar sota la tutoria del seu oncle. El seu cunyat, Justinus Toellner, va continuar l'ensenyament de la jove xicota, com si es tractés d'un noi.
Va rebre els seus coneixements d'un camperol aficionat a l'astronomia: Christoph Arnold, veí de Sommerfel, prop de Leipzig. Mentre estudiava i treballava amb Arnold, va conèixer Gottfried Kirch, amb qui es va casar el 1692, malgrat la seva diferència d'edat (30 anys) i l'oposició del seu oncle, que la volia casar amb un pastor luterà, tot i que finalment va cedir.
A partir de 1697, els Kirch també van començar a registrar informació meteorològica. Les seves dades es van fer servir per produir calendaris i almanacs i també van ser molt útils en la navegació.
El 1700, quan el seu marit és nomenat astrònom ordinari de l'Acadèmia de Ciències de Berlín, on s'havia de construir un nou observatori (que no s'acabaria fins al 1711). Tota la família es trasllada a Berlín, els Kirch treballaven a l'observatori privat de Bernhard Friedrich Baron von Krosigk, un astrònom aficionat. Fins a la mort del seu marit, el 1710, van treballar conjuntament fent observacions astronòmiques útils per a la confecció de calendaris i efemèrides, ja que l'Acadèmia de Ciències tenia el monopoli reial de la publicació de calendaris oficials.
Durant la primera dècada i com a assistent del seu marit, ella observaria els cels, cada vespre a partir de les 21h. Durant una observació tan rutinària, el 21 d'abril de 1702, va descobrir l'anomenat «Cometa de 1702» (C/1702 H1). Avui no hi ha dubte sobre la prioritat de Winckelmann en aquesta descoberta. En les seves notes d'aquella nit el seu marit va anotar:
«A primera hora del matí (aproximadament a dos quarts de dotze del matí), el cel era clar i estrellat. Algunes nits abans havia observat una estrella variable i la meva dona (mentre jo dormia) volia trobar-la i veure-la per ella mateixa. En fer-ho, va trobar un cometa al cel. En aquell moment em va despertar i vaig trobar que efectivament era un cometa... Em va sorprendre que no l'hagués vist la nit anterior».
El 1709, el president de l'Acadèmia de les Ciències de Berlín, Gottfried von Leibniz, la va presentar a la cort prussiana, on ella va explicar les seves observacions de taques solars. Es va referir a ella com una dona veritablement instruïda: «La seva aptitud no és en la literatura ni la retòrica, sinó en les doctrines més profundes de l'astronomia... No crec que hi hagi algú com ella en la ciència on ella destaca.. Observa com els millors observadors i sap fer servir meravellosament el quadrant i el telescopi».
A la mort del seu marit, al 1710, va sol·licitar el seu lloc d'astrònom ordinari, però tot i comptar amb el suport de Leibniz no ha va aconseguir, per la seva condició de dona. El nou astrònom de l'acadèmia seria Johann Heinrich Hoffmann. El 1712 Winckelman es va traslladar a l'observatori de von Krosigk. Aquell any també va escriure un article sobre una pròxima conjunció de Júpiter i Saturn el 1714. Després de la mort de von Krosigk, el 1714, Winckelman es va convertir en ajudant d'un matemàtic a Danzig. Winckelman i Christfried es van fer càrrec de l'observatori de Hevelius a Danzig a petició de la seva família. El 1716 el tsar rus Pere el Gran van demanar a Winckelman i Christfried que anessin a Rússia, però s'hi van negar. Aquell mateix any, Hoffmann va morir, i Christfried va ser designat per al lloc d'astrònom real. Winckelman i dues de les seves filles, Christine i Margaretha, van treballar com a ajudants de Christfried.

## Obra
Maria Winckelmann va publicar tres tractats d'astronomia entre 1709 i 1711. La seva obra són principalment els càlculs per al calendari i les observacions astronòmiques, que normalment estaven contingudes en les publicacions del seu marit i del seu fill.